# 11. Oscar-gála
Az 11. Oscar-gálát, melyen a Filmakadémia díjait osztották ki, 1939. február 23-án tartották. A Filmakadémia tagjain kívül az összes szakmai szakszervezet tagjai is szavaztak, így több mint 12 000 szavazat döntött.[forrás?] Erre a mozibevételek drasztikus megcsappanása miatt volt szükség.
Az ünnepség közvetítését nem engedélyezték a rádióknak. A KNX rádió egy riporterének sikerült néhány percet közvetítenie a műsorból, mielőtt a biztonsági őrök rátörték az ajtót. 1942-ben engedélyezték újra a részleges közvetítést.
A legjobb forgatókönyvért járó díjat George Bernard Shaw angol író kapta (a Pygmalionért), ő viszont felháborodottan azt mondta:
Kikérem magamnak! Ezek akarnak vállon veregetni engem, mikor azt sem tudják, ki vagyok? Küldjék a díjukat az angol királynak, az is George, és azt ismerik legalább![forrás?]
Walt Disney a Hófehérke és a hét törpe című rajzfilmjéért egy nagy és hét kisebb méretű Oscar-díjat kapott.[forrás?]

## Kategóriák és jelöltek
Nyertesek félkövérrel jelölve

### Legjobb film
- Így élni jó (You Can't Take It With You) – Columbia – Frank Capra
  - Alexander’s Ragtime Band – 20th Century-Fox – Darryl F. Zanuck, Harry Joe Brown
  - A citadella/Réztábla a kapu alatt[3] (The Citadel) – Metro-Goldwyn-Mayer (brit) – Victor Saville
  - Fiúk városa (Boys Town) – Metro-Goldwyn-Mayer – John W. Considine, Jr.
  - Négy lány (Four Daughters) – Warner Bros.-First National – Hal B. Wallis, Henry Blanke
  - Jezabel (Jezebel) – Warner Bros. – Hal B. Wallis, Henry Blanke
  - A nagy ábránd (La Grande Illusion; francia) – R. A. O., World Pictures (francia) – Frank Rollmer és Albert Pinkovitch
  - Pygmalion – Metro-Goldwyn-Mayer (brit) – Gabriel Pascal
  - Robin Hood kalandjai (The Adventures of Robin Hood) – Warner Bros. – Hal B. Wallis, Henry Blanke
  - Új bálványok[4] (Test Pilot) – Metro-Goldwyn-Mayer – Louis Lighton

### Legjobb színész
- Spencer Tracy – Fiúk városa (Boys Town)
  - Charles Boyer – Algír (Algiers)
  - James Cagney – Mocskos arcú angyalok/A villamosszék felé (Angels with Dirty Faces)
  - Robert Donat – A citadella/Réztábla a kapu alatt (The Citadel)
  - Leslie Howard – Pygmalion

### Legjobb színésznő
- Bette Davis – Jezabel (Jezebel)
  - Fay Bainter – White Banners
  - Wendy Hiller – Pygmalion
  - Norma Shearer – Marie Antoinette
  - Margaret Sullavan – Három bajtárs (Three Comrades)

### Legjobb férfi mellékszereplő
- Walter Brennan – Kentucky
  - Basil Rathbone – If I Were King
  - John Garfield – Négy lány (Four Daughters)
  - Gene Lockhart – Algír (Algiers)
  - Robert Morley – Marie Antoinette

### Legjobb női mellékszereplő
- Fay Bainter – Jezabel (Jezebel)
  - Beulah Bondi – Of Human Hearts
  - Billie Burke – Finom úri ház (Merrily We Live)[5]
  - Spring Byington – Így élni jó (You Can't Take It With You)
  - Miliza Korjus – A nagy keringő (The Great Waltz)

### Legjobb rendező
- Frank Capra – Így élni jó (You Can't Take It With You)
  - Kertész Mihály – Mocskos arcú angyalok/A villamosszék felé (Angels with Dirty Faces)
  - Kertész Mihály – Négy lány (Four Daughters)
  - Norman Taurog – Fiúk városa (Boys Town)
  - King Vidor – A citadella/Réztábla a kapu alatt (The Citadel)

### Legjobb eredeti történet
- Fiúk városa (Boys Town) – Eleanore Griffin, Dore Schary
  - Alexander’s Ragtime Band – Irving Berlin
  - Mocskos arcú angyalok/A villamosszék felé (Angels with Dirty Faces) – Rowland Brown
  - Blockade – John Howard Lawson
  - Szívek csalogánya (Mad About Music)[6] – Marcella Burke, Frederick Kohner
  - Új bálványok (Test Pilot) – Frank Wead

### Legjobb adaptált forgatókönyv
- Pygmalion – Ian Dalrymple, Cecil Lewis, W.P. Lipscomb, George Bernard Shaw forgatókönyve George Bernard Shaw színműve alapján
  - Fiúk városa (Boys Town) – John Meehan, Dore Schary forgatókönyve Dore Schary és Eleanore Griffin elbeszélése alapján
  - A citadella/Réztábla a kapu alatt (The Citadel) – Ian Dalrymple, Frank Wead, Elizabeth Hill forgatókönyve A. J. Cronin regénye alapján
  - Négy lány (Four Daughters) – Lenore J. Coffee, Julius J. Epstein forgatókönyve ’’Sister Act by Fannie Hurst’’ regénye alapján
  - Így élni jó (You Can't Take It With You) – Robert forgatókönyve George S. Kaufman és Moss Hart színműve alapján

### Legjobb operatőr
- Joseph Ruttenberg – A nagy keringő (The Great Waltz)
  - James Wong Howe – Algír (Algiers)
  - Ernest Miller, Harry J. Wild – Army Girl
  - Victor Milner – The Buccaneer
  - Ernest Haller – Jezabel (Jezebel)
  - Joseph A. Valentine – Szívek csalogánya (Mad About Music)
  - Norbert Brodine – Finom úri ház (Merrily We Live)
  - J. Peverell Marley – Suez
  - Robert De Grasse – Vivacious Lady
  - Joseph Walker – Így élni jó (You Can't Take It With You)
  - Leon Shamroy – Mindenkit érhet szerencse[7] (The Young in Heart)

### Látványtervezés
- Carl J. Weyl – Robin Hood kalandjai (The Adventures of Robin Hood)
  - Lyle Wheeler – Tamás úrfi kalandjai[8] (The Adventures of Tom Sawyer)
  - Bernard Herzbrun, Boris Leven – Alexander’s Ragtime Band
  - Alexander Toluboff – Algír (Algiers)
  - Van Nest Polglase – Amanda két élete (Carefree)[9]
  - Richard Day – The Goldwyn Follies
  - Stephen Goosson, Lionel Banks – A szerelem beleszól (Holiday)
  - Hans Dreier, John B. Goodman – If I Were King
  - Jack Otterson – Szívek csalogánya (Mad About Music)
  - Cedric Gibbons – Marie Antoinette
  - Charles D. Hall – Finom úri ház (Merrily We Live)

### Legjobb vágás
- Robin Hood kalandjai (The Adventures of Robin Hood) – Ralph Dawson
  - Alexander’s Ragtime Band – Barbara McLean
  - A nagy keringő (The Great Waltz) – Tom Held
  - Új bálványok (Test Pilot) – Tom Held
  - Így élni jó (You Can't Take It With You) – Gene Havlick

### Legjobb vizuális effektus
- Spawn of the North – Gordon Jennings, asszisztens: Jan Domela, Dev Jennings, Irmin Roberts és Art Smith; transzparencia Farciot Edouart, asszisztens: Loyal Griggs (A speciális hangeffektusokért)

### Legjobb animációs rövidfilm
- Ferdinand the Bull (Walt Disney)
  - Brave Little Tailor (Walt Disney)
  - Good Scouts (Walt Disney)
  - Hunky and Spunky (Paramount)
  - Mother Goose Goes Hollywood (Walt Disney)

### Filmzene

#### Legjobb eredeti filmzene
- Robin Hood kalandjai (The Adventures of Robin Hood)  – Erich Wolfgang Korngold
  - Army Girl – Victor Young
  - A két tökfej (Block-Heads) – Marvin Hatley
  - Blockade – Werner Janssen
  - Breaking the Ice – Victor Young
  - Floridai kaland (The Cowboy and the Lady) – Alfred Newman
  - If I Were King – Richard Hageman
  - Marie Antoinette – Herbert Stothart
  - Pacific Liner – Russell Bennett
  - Suez – Louis Silvers
  - Mindenkit érhet szerencse (The Young in Heart) – Franz Waxman

#### Legjobb filmzene
- Alexander’s Ragtime Band – Alfred Newman
  - Amanda két élete (Carefree) – Victor Baravalle
  - Girls’ School – Morris Stoloff és Gregory Stone
  - The Goldwyn Follies – Alfred Newman
  - Jezabel (Jezebel) – Max Steiner
  - Szívek csalogánya (Mad About Music) – Charles Previn és Frank Skinner
  - Storm Over Bengal – Cy Feuer
  - Kedvesek/Szerelmesek (Sweethearts) – Herbert Stothart
  - There Goes My Heart – Marvin Hatley
  - Tropic Holiday – Boris Morros
  - Mindenkit érhet szerencse (The Young in Heart) – Franz Waxman

### Különdíj
- J. Arthur Ball – A színes-filmtechnika fejlesztéséért. (oklevél)
- Walt Disney – Hófehérke és a hét törpe rajzfilm megalkotásáért. (egy nagy szobor és hét kicsi)
- Gordon Jennings, Jan Domela, Devereaux Jennings, Irmin Roberts, Art Smith, Farciot Edouart, Loyal Griggs, Loren L. Ryder, Harry D. Mills, Louis Mesenkop, Walter Oberst – A különleges vizuális és hanghatások megvalósításáért. (szobor másolat)
- Oliver T. Marsh és Allen Davey – Szerelmesek színes fényképezéséért. (szobor másolat)
- Harry Warner – Történelmi tárgyú művei hazafias szemléletéért. (oklevél)

### Ifjúsági Oscar-díj
- Deanna Durbin (kicsinyített szobor)
- Mickey Rooney (kicsinyített szobor)

### Irving G. Thalberg-emlékdíj
- Hal B. Wallis
  - Samuel Goldwyn
  - Joe Pasternak
  - David O. Selznick
  - Hunt Stromberg
  - Walter Wanger
  - Darryl F. Zanuck

## Statisztika

### Egynél több jelöléssel bíró filmek
- 7 jelölés: Így élni jó (You Can't Take it With You)
- 6 jelölés: Alexander's Ragtime Band
- 5 jelölés: Fiúk városa (Boys Town), Négy lány (Four Daughters), Jezabel (Jezebel), Finom úri ház (Merrily We Live)
- 4 jelölés: Robin Hood kalandjai (The Adventures of Robin Hood), Algír (Algiers), A Citadella/Réztábla a kapu alatt (The Citadel), If I Were King, Szívek csalogánya (Mad About Music), Marie Antoinette, Pygmalion
- 3 jelölés: Mocskos arcú angyalok/A villamosszék felé (Angels with Dirty Faces), Army Girl, Amanda két élete (Carefree), Floridai kaland (The Cowboy and the Lady), A nagy keringő (The Great Waltz), Suez, Új bálványok (Test Pilot), Mindenkit érhet szerencse (The Young in Heart)
- 2 jelölés: Blockade, The Goldwyn Follies, Kedvesek/Szerelmesek (Sweethearts), That Certain Age, Vivacious Lady

### Egynél több díjjal bíró filmek
- 3 díj: Robin Hood kalandjai (The Adventures of Robin Hood)
- 2 díj: Fiúk városa (Boys Town), Jezabel (Jezebel), Így élni jó (You Can't Take it With You)